# Красная Слобода (Могилёвский район)
Красная Слобода — деревня в составе Вендорожского сельсовета Могилёвского района Могилёвской области Республики Беларусь.

## Географическое положение
Ближайшие населённые пункты: Хващёвка, Зелёная Слобода.